# Marcêncio

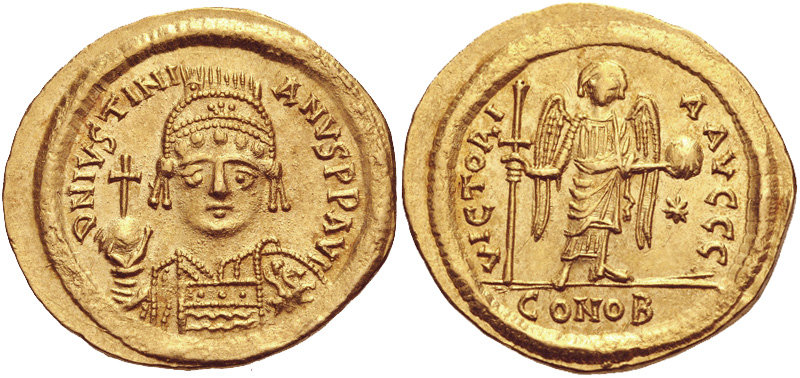
Soldo de Justiniano r.

Marcêncio (em latim: Marcentius) foi um oficial bizantino do século VI, ativo durante o reinado do imperador Justiniano (r. 527–565). Aparece pela primeira vez em 537, quando comandou, ao lado de Alexandre e outros oficiais, uma unidade de mil cavaleiros que velejou de Constantinopla para Hidrunto, na Itália, para auxiliar Belisário; esta expedição estava sob comando geral do oficial João. Este destacamento aportou na Campânia e então dirigiu-se para Óstia com suprimentos para Roma, onde permaneceu até meados de dezembro de 537.
Marcêncio reapareceu na década de 540, quando assumiu a função de duque de Bizacena. É incerto quanto foi nomeado para tal posição, mas sabe-se que já estava em ofício quando Guntárico rebelou-se no final de 545. Refugiou-se nas ilhas da costa de Bizacena e lá permaneceu até o começo de 546, quando o líder mouro Antalas desertou Guntárico e retornou à lealdade imperial. Marcêncio dirigiu-se ao encontro de Antalas e permaneceu em seu acampamento. Mais tarde naquela ano, quando Artabanes perseguiu Antalas, Marcêncio estava estacionado em Hadrumeto com tropas lealistas.
No inverno de 546/7, participaria nas campanhas do recém-convocado general João Troglita contra os mouros e teria se envolvido na vitória e saque do acampamentos deles. Sob seu comando estavam os tribunos Liberato e Ulitã. É incerto qual ofício exercia nesta época, com os autores da Prosopografia sugerindo que ainda poderia estar ocupando a posição de duque de Bizacena, muito embora sabe-se mediante o relato de Coripo que esta província era governada à época por dois duques.